# الصويلة (السياني)

تعديل مصدري - تعديل

الصويلة محلة تابعة لقرية ضراس السفلى، التابعة لعزلة نخلان بمديرية السياني إحدى مديريات محافظة إب في الجمهورية اليمنية.، بلغ تعداد سكانها 250 حسب تعداد اليمن لعام 2004.